# Пицхелаури, Константин Николаевич
Константин Николаевич Пицхелаури (груз. კონსტანტინე ნიკოლოზის ძე ფიცხელაური; 26 ноября 1930, Тифлис — 17 марта 2024) — советский и грузинский историк, доктор исторических наук, профессор, член-корреспондент АН Грузинской ССР (1983), академик Академии наук Грузии (2020; член-корреспондент с 1997). 

## Биография
С 1949 по 1954 год обучался на историческом факультете Тбилисского государственного университета. С 1954 по 1957 год обучался в аспирантуре Института истории АН ГрузССР под руководством А. Н. Каландадзе.
С 1957 по 2000 года на научно-исследовательской работе в Институте истории АН ГрузССР — НАН Грузии  в должностях: младший научный сотрудник, с 1960 года — старший научный сотрудник, с 1969 по 2000 год — заведующий кафедрой истории.
С 2006 года на педагогической работе в Ильинском государственном университете в качестве профессора и с 2009 года — почётного профессора. Одновременно с 2008 года — научный консультант
Грузинского национального музея.

### Научно-педагогическая деятельность и вклад в науку
Основная научно-педагогическая деятельность К. Н. Пицхелаури была связана с вопросами в области культуры бронзового века генезиса и Кавказской археологии. Занимался исследованиями в области хронологии, периодизации и государственности Грузии
Опубликовано в Сборнике трудов количество: более 170.
В 1960 году защитил кандидатскую диссертацию, в 1972 году защитил диссертацию на соискание учёной степени доктор исторических наук по теме: «Основные проблемы истории племен Восточной Грузии XV-VII вв. до нашей эры : по археологическим материалам». В 1987 году ему присвоено учёное звание профессор. В 1997 году был избран член-корреспондентом, а в 2001 году — действительным членом НАН Грузии.  К. Н. Пицхелаури было написано более  ста семидесяти научных работ, в том числе  монографии и работ опубликованы в ведущих журналах.

## Основные труды
- Основные проблемы истории племен Восточной Грузии XV-VII вв. до нашей эры : по археологическим материалам. - Тбилиси, 1972. - 547 с.
- Восточная Грузия в конце бронзового века. - Тбилиси : Мецниереба, 1979. - 160, XXXII с.  (Труды Кахетинской археологической экспедиции / АН ГССР. Археол. комис. Центр. археол. исслед. Ин-та истории, археологии и этнографии им. И.А. Джавахишвили; 3).
- Археологические памятники с. Гадракили / К. Пицхелаури, Ц. Менабде. - Тбилиси : Мецниереба, 1982. - 167 с. (Тр. Кахет. археол. экспедиции : / / АН ГССР, Археол. комис., Ин-т истории, археологии и этнографии им. Ив. Джавахишвили, Центр археол. исслед. 5).
- Культура Центрального Закавказья эпохи бронзы и железа : IV Междунар. симпоз. по груз. искусству / Константин Пицхелаури. - Тбилиси : Мецниереба, 1983.
- Кавказ в системе палеометаллических культур Евразии : Материалы 1 симпоз. "Кавказ и Юго-Вост. Европа в эпоху раннего металла" [10-20 нояб. 1983 г.], Телави-Сигнахи / Ред. К. Н. Пицхелаури, Е. Н. Черных]. - Тбилиси : Мецниереба, 1987. - 364 с[5]

### Научные статьи
- ior-alaznis auzis teritoriaze mosaxle tomTa uZvelesi kultura. Tbilisi, `mecniereba~. 1965.
- aRmosavleT saqarTvelos tomTa istoriis ZiriTadi problemebi (Zv.w. XV-VII ss.). reziume rusul da inglisur enebze, `mecniereba~. Tbilisi, 1973.
- Восточная Грузия в конце бронзового века. ТКАЭ, III, "Мецниереба", Тбилиси, 1979.
- gadrekilis arqeologiuri Zeglebi. kaxeTis arqeologiuri eqspediciis Sromebi V, rusuli da inglisuri reziumeTi, Tbilisi, 1982 (Tanaavtori – c.menabde)
- Jungbronze zeitliche bis älteresenzeitliche Heiligtümer in Ost Georgien.
- Komission für Allgemeine Vergleichende Archäologie des Deutschen archäologischen Institut Bonn, München, 1984. Band 12. Verlag C.H. Beck, München, 1984.
- Waffen der Bronzezeit auf Ost-Georgien. Archäologie in Eurasien, Band 4, Deutsches archäologisches Institut. Eurasien Abteilung, Espelkamp, 1997[6]